# Chenières
Chenières ist eine französische Gemeinde mit 600 Einwohnern (Stand: 1. Januar 2022) im Département Meurthe-et-Moselle in der Region Grand Est (bis 2015 Lothringen). Sie gehört zum Arrondissement Val-de-Briey und ist Mitglied im Gemeindeverband Grand Longwy Agglomération. 

## Geografie
Die Gemeinde Chenières liegt etwa 41 Kilometer westnordwestlich von Thionville. Nachbargemeinden von Chenières sind Réhon im Norden, Mexy im Norden und Nordosten, Haucourt-Moulaine im Nordosten und Osten, Villers-la-Montagne im Osten, Laix im Süden, Baslieux im Süden und Südwesten, Ugny im Südwesten und Westen sowie Cutry im Westen und Nordwesten.

## Bevölkerungsentwicklung
| Jahr                       | 1962 | 1968 | 1975 | 1982 | 1990 | 1999 | 2006 | 2019 |
| Einwohner                  | 342  | 431  | 466  | 452  | 512  | 531  | 578  | 631  |
| Quellen: Cassini und INSEE |      |      |      |      |      |      |      |      |

## Sehenswürdigkeiten
- Kirche Saint-Loup aus dem 19. Jahrhundert
- Ehemalige Wasserpumpe

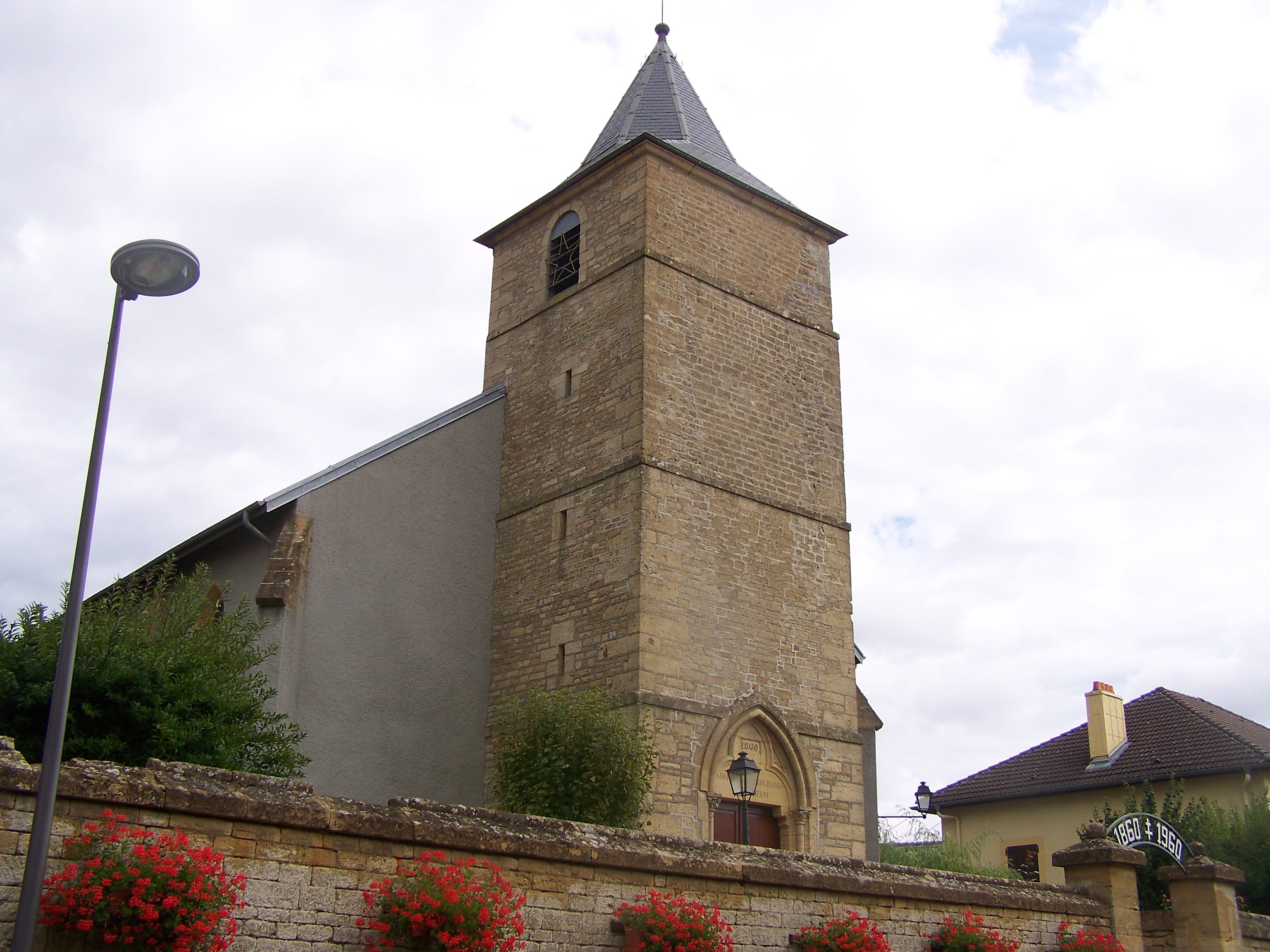
Kirche Saint-Loup
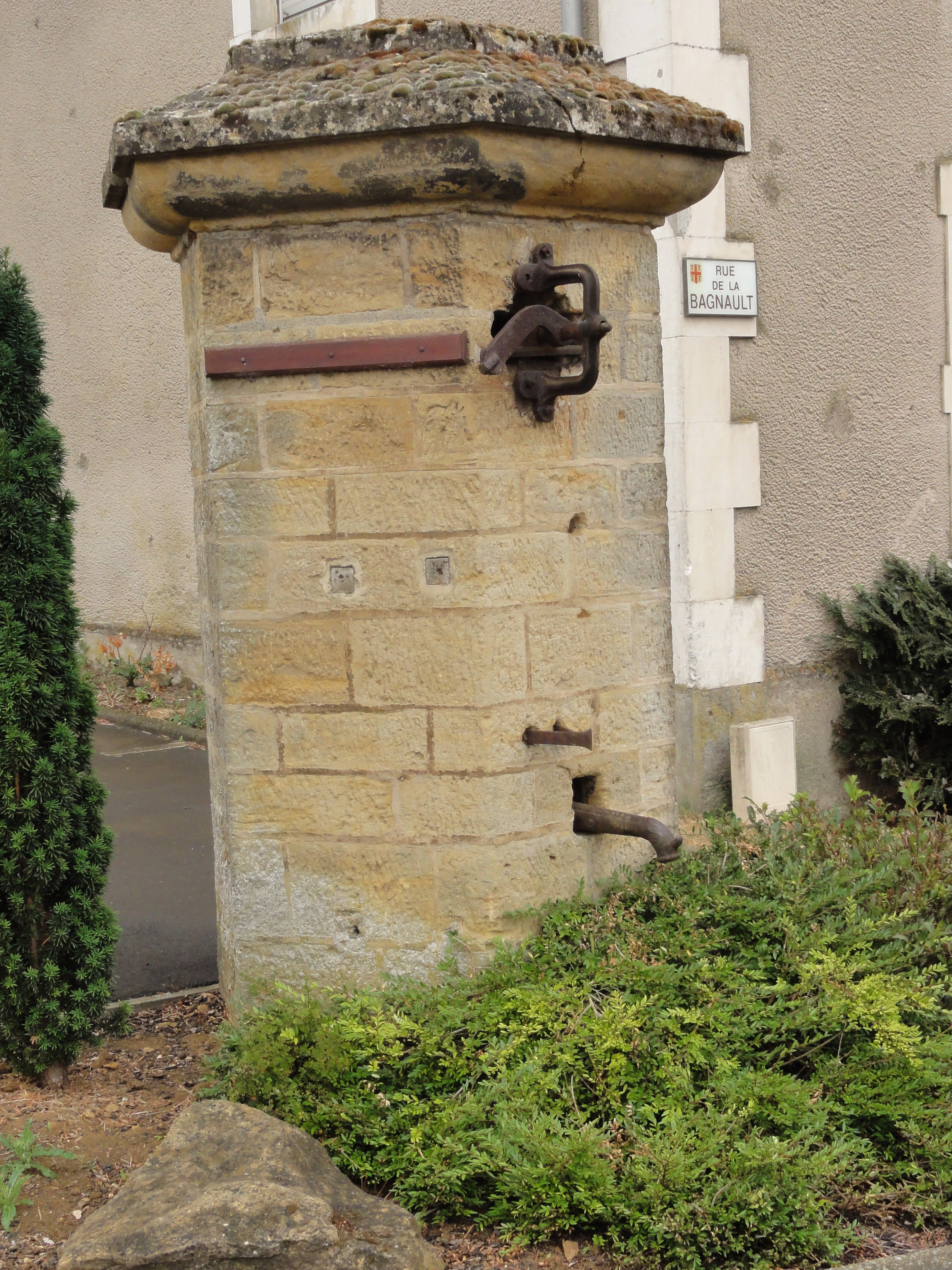
Ehemalige Wasserpumpe